# Phillip Cocu
Phillip Cocu (Eindhoven, Países Bajos, 29 de octubre de 1970) es un exfutbolista y entrenador neerlandés, que destacó como uno de los mejores centrocampistas de Europa, tanto en el PSV Eindhoven como en el F. C. Barcelona y en la selección neerlandesa. Actualmente está sin club.

## Trayectoria

### Como jugador

#### Inicios-AZ Alkmaar
Comenzó jugando con las inferiores del club AZ Alkmaar, pronto fue ascendido al primer equipo en 1988, un año después hizo su debut como futbolista profesional el 22 de enero de 1989 con 18 años de edad, cuando el entonces entrenador asistente del equipo Hugo Hovenkamp lo convocó para un partido de la Eredivisie contra el NEC. Comenzó jugando como extremo derecho y marcó su primer gol dos semanas después en un partido de la copa contra el Fortuna Sittard y su primer partido por la liga contra SW. En su primera temporada marcó 4 goles y jugó 20 partidos. Para la temporada 1989/90, jugo 30 partidos y marcó 4 goles; finalmente fue vendido al recién ascendido Vitesse en 1990 por la suma de € 272.000.

#### Vitesse Arnhem
Jugó solo ocho partidos en su primera temporada en el Vitesse, después de haber sufrido una lesión de peroné. Tuvo una segunda temporada más productiva, jugando más partidos y anotando tres goles. Él anotó su primer gol con el equipo en agosto de 1991 en un partido contra el ADO La Haya. En el Vitesse pasó de ser un lateral izquierdo a un mediocampista. El entrenador Herbert Neumann había imaginado un protagonismo central para él en 1991 y lo colocó en la posición del medio-campo. En 1992, jugó su primer partido europeo ante el Derry City por la UEFA Cup (actualmente conocida como la Europa League de la temporada de 1992-93, después de que Vitesse derrotó Derry City, el equipo obtuvo una victoria frente al club de Bélgica KV Mechelen en la siguiente ronda. El partido de ida se decidió por un gol desde fuera del área de Cocu (0-1). Vitesse fue finalmente eliminado por el Real Madrid. En la Eredivisie, el equipo terminó en cuarto lugar. Cocu también jugó todos los partidos de liga y duplicó la cantidad de goles marcados en su tercera temporada. En la temporada 1993-94, Cocu anotó 11 goles Eredivisie, incluyendo tres en una victoria de 5-0 sobre el Go Ahead Eagles en diciembre.
Después de la temporada, Louis van Gaal y el Ajax se interesaron en comprar a Cocu, pero no podían satisfacer las demandas de pago de transferencia que exigía el Vitesse un año más tarde. PSV y Feyenoord aceptan pagar la cláusula de liberación del contrato de Cocu, con lo que Vitesse fue incapaz de rechazar la oferta. Finalmente decidió jugar por el PSV.

#### PSV Eindhoven
En una transferencia conjunta con Chris van der Weerden, Cocu firmó en junio de 1995 con el PSV Eindhoven, inmediatamente marcó en su debut con el PSV contra el Fortuna Sittard (1 – 3), en su primera temporada, ganó la Copa KNVB. En la final contra el Sparta Rotterdam (5-2), Cocu anotó el primer gol del partido, en octubre de 1996 Cocu anotó dos veces en una victoria de 7-2 contra el Feyenoord, esa temporada Cocu y el PSV se encaminarian en ganar la Copa  Johan Cruyff, superando a Ajax 3-0 y la Eredivisie en la temporada 1997 – 98, Cocu ganó la Copa  Johan Cruyff otra vez después de anotar dos veces en una victoria de 3-1 contra el Roda JC en la Eredivisie PSV terminó segundo detrás de Ajax. También perdió la final de la Copa KNVB frente al Ajax por un marcador de (5-0) después de esa temporada, Cocu decidió no prorrogar su contrato, demostrando su intención de dejar el club y quedar como un agente libre Atlético Madrid, Real Madrid, Juventus, Inter y Lazio fueron los clubes que más se interesaron en fichar a Cocu, pero eligió en última instancia al F. C. Barcelona, el club al que era fanático desde niño.

#### F. C. Barcelona

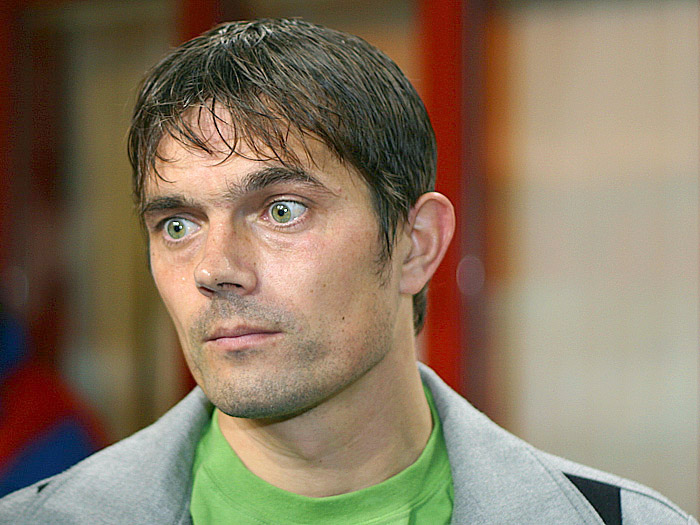
Cocu en su etapa de jugador en el año 1999

En el Camp Nou, Cocu se encontró con sus compatriotas neerlandeses empezando por el técnico de ese entonces, Louis van Gaal, Michael Reiziger, Frank de Boer, Patrick Kluivert, Boudewijn Zenden, Ronald de Boer y Winston Bogarde. Formando un mediocampo con Luís Figo y Pep Guardiola, Cocu jugó 36 partidos de liga y anotó 12 goles, contribuyendo a ganar el título de Liga en 1999. En marzo, Cocu contra la Real Sociedad marco por duplicado de goles (2-0). En su segunda temporada, el equipo terminó segundo en la Liga detrás de Deportivo de La Coruña. Cocu anotó seis goles de la liga, incluyendo dos contra Real Oviedo (una victoria 3-2) y dos contra el Athletic de Bilbao (triunfo por 0-4). Esa temporada Barcelona llegó a las semifinales de Liga de Campeones 1999-00, donde fueron eliminados por el Valencia. Cocu anotó un gol para descontar el marcador. En el año 2000, Van Gaal dejó el equipo, fue sucedido por Lorenzo Serra Ferrer y Carles Rexach. Pero en las siguientes dos temporadas, las actuaciones de equipo disminuyeron aún más con Barcelona dos veces terminando cuarto en la liga.
En 2001, Pep Guardiola dejó el F. C. Barcelona, dejando a centrocampistas como Xavi o Gabri. En la temporada 2001–02, el Barcelona alcanzó las semifinales de la Liga de Campeones otra vez, pero quedaron eliminados por el Real Madrid. En 2002, regresó el entrenador Louis van Gaal, quien eligió a Cocu como segundo capitán detrás de Luis Enrique. La temporada 2002-03 fue para el F. C. Barcelona la peor en años. Sin embargo el equipo finalizó sexto en la Liga. Van Gaal fue destituido desde el principio de la siguiente temporada y Cocu sufrió un desgarró en el ligamento de la rodilla en un partido de Liga de Campeones contra el Inter de Milán que acabó (0-0). Estuvo fuera de las canchas durante dos meses. Con su contrato que expiraba en 2003, esperó hasta después de las elecciones presidenciales del F. C. Barcelona para tomar una decisión en la extensión. Cocu pretendía unirse al PSV si las negociaciones con el Barcelona no se daban, pero finalmente acordaron una prórroga de un año en junio de 2003.
La temporada 2003-04 comenzó con el nuevo entrenador Frank Rijkaard. Cocu anotó el primer gol del Barcelona en liga, y este fue decisivo para vencer al Athletic de Bilbao por un marcador de 0-1. Jugó un total de 36 partidos de Liga y también ejerció como capitán del equipo. El F. C. Barcelona terminó segundo en La Liga. A principios de 2004 el Barça anunció que no renovaría el contrato de Cocu. No llegaron a un acuerdo ya que el jugador no aceptó una oferta para reducir su sueldo significativamente. Cocu se fue decepcionado por la decisión del club, pero volvió al PSV, cuya oferta de volver al equipo seguía estando vigente. Antes de su partida recibió una placa por su lealtad hacia el club por el presidente Joan Laporta. Jugó un total de 205 partidos de Liga y un tuvo un total de 292 apariciones con el equipo culé. Estos se convirtieron en los récords del F. C. Barcelona para un jugador extranjero; ambos registros se mantuvieron vigentes hasta que Lionel Messi los superó en 2011 y 2012 respectivamente.

#### Regreso al PSV y retiro en el Al Jazira
En 2004, a la finalización de su contrato y tras ser el jugador extranjero que más veces ha vestido la elástica culé hasta ese momento, el F. C. Barcelona le hizo una oferta de renovación a la baja, con una propuesta económica inferior a la que había estado cobrando. Ante la falta de acuerdo, Cocu regresó a su ciudad natal para jugar y retirarse cerca de su familia en el PSV Eindhoven, con el que se proclamó campeón de la Liga y la Copa de Países Bajos en la temporada 2004-2005, y llegó hasta las semifinales de la Liga de Campeones. En esta competición, el PSV fue eliminado por el AC Milan por "goal average", pese a que Cocu marcó dos goles en el partido de vuelta.
Siguió su buena racha de títulos, logrando dos ligas más (2006 y 2007), aunque en el mismo año 2007 dejó el PSV, Cocu estuvo cerca de anunciar su retirada después de la temporada 2006-07, pero todavía había recibido ofertas de Australia y Al Jazira Club. Tuvo una consulta previa con los representantes del Al Jazira Abe Knoop y Lázsló Jámbor (que trabajó para el Ajax), lo que le llevó a firmar un acuerdo de un año con el club de los Emiratos Árabes Unidos en agosto de 2007. En su primer partido, jugado contra el Al Wasl, anotó su primer gol en la victoria por 2-1 del equipo. Con el Al-Jazira, Cocu apareció en 17 partidos de liga y anotó cuatro goles. Terminada la temporada, Cocu había considerado permanecer por otro año más, pero finalmente optó por regresar a los Países Bajos y dedicarse a terminar el curso de entrenador de fútbol profesional.
Se retiró el 25 de julio de 2009, en un partido homenaje en el Philips Stadion de Eindhoven.

### Como entrenador
Tras estar un tiempo como auxiliar técnico de Bert van Marwijk en la selección de fútbol de los Países Bajos, el 12 de marzo de 2012, el PSV Eindhoven anuncia que ocupará el puesto de entrenador interino, después de cesar al hasta entonces técnico Fred Rutten por sus malos resultados. El 8 de abril gana la Copa con el PSV. Sin embargo, fue reemplazado por Dick Advocaat para la temporada 2012-13.
Cocu fue nombrado nuevamente técnico del PSV Eindhoven a partir de 2013. Al frente de dicho equipo, se proclamó campeón de la Eredivisie 2014-15, mostrando una gran superioridad sobre el cuádruple campeón en las últimas temporadas, el Ajax de Ámsterdam. Al año siguiente, logró revalidar el título.
El 22 de junio de 2018 se oficializó su fichaje como entrenador del Fenerbahçe por un total de tres años. Sin embargo, el 29 de octubre de 2018, tras los malos resultados del equipo, el Fenerbahçe anunció el despido de Cocu.
El 5 de julio de 2019, sustituyó a Frank Lampard en el banquillo del Derby County..En noviembre de 2020 dejó el club de acuerdo mutuo tras llevar al equipo al último puesto de la EFL Championship. 
El 26 de septiembre de 2022, regresó  al Vitesse esta vez como entrenador, sustituyendo al técnico alemán Thomas Letsch que abandonó el cargo para entrenar al Bochum de la Bundesliga de Alemania.

## Selección nacional

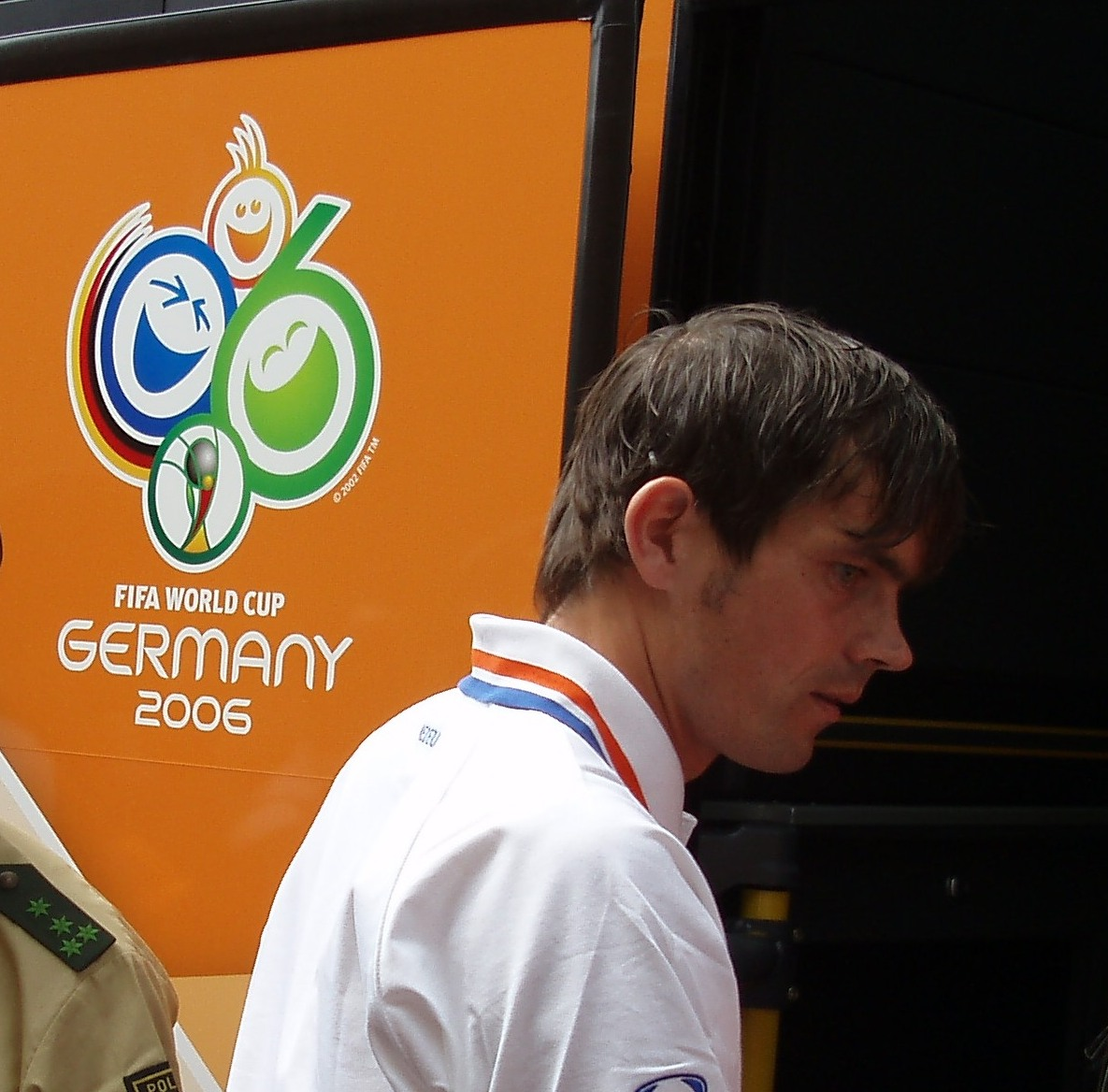
Cocu en la Copa Mundial de Fútbol de 2006.

Con la selección absoluta de los Países Bajos ha sido internacional en 101 ocasiones anotando 10 goles. Participó en el Mundial de Francia de 1998,y en el Mundial de Alemania 2006. También participó en las Eurocopas del año 1996, 2000 y del 2004, donde en ambas competencias fue semifinalista. Cocu estuvo cerca de su debut internacional en 1994. El entrenador Dick Advocaat lo incluyó en la lista provisional 25 de convocados para el Mundial de 1994, debido a sus actuaciones con en el Vitesse, pero finalmente él no hizo parte del equipo. Su debut internacional se produjo en la edad de 25 años a principios de 1996 en un partido de exhibición contra Alemania, el equipo era dirigido para ese entonces por Guus Hiddink. Cocu, anotó su primer gol como internacional contra la República de Irlanda en el mes de junio de ese año.
Cocu fue convocado para la Eurocopa de 1996 por Hiddink. Él salió como suplente en los dos partidos de la fase de grupos y fue incluido en el primer equipo para los cuartos de final en la derrota contra Francia. Dos años más tarde, el equipo neerlandés clasificó para el Mundial de 1998, con Cocu como pieza fundamental del equipo en los partidos de clasificación. Él apareció en todos los partidos de la Copa Mundial, anotando en los partidos contra Corea del Sur y México. En la semifinal contra Brasil, el partido se fue a la tanda de penaltis. Cocu se llevó el tercer penalti de los neerlandeses, pero su penal lo detuvo el portero de Brasil Cláudio Taffarel. Finalmente, los Países Bajos perdieron en la tanda de penales (4-2) y se perdió en la final, en ese torneo el equipo acabó cuarto tras perder la final del tercer puesto frente a la selección de Croacia.
Cocu estuvo presente en la Eurocopa de 2000, la calificación automática de los Países Bajos como uno de los 2 anfitriones de ese certamen permitió que el equipo nacional no tuviera que disputar partidos de clasificatorias. Cocu jugó todos los partidos del torneo como extremo, en el medio campo; Países Bajos ganó todos los partidos del grupo, incluyendo la goleada 6-1 en cuartos de final frente a la selección de Yugoslavia. Aun así, el equipo de Países Bajos fue una vez eliminada por tanda de penaltis (3-1) tras completar tiempo reglamentario y suplementario a marcador (0-0) contra la Selección de Italia.
La selección de Países Bajos dirigida por Louis van Gaal no consiguió clasificarse para la Copa del Mundo de 2002, quedando tercero del grupo 2 por debajo de Portugal y la República de Irlanda. En 2003, Cocu recibió su primera expulsión internacional en un partido amistoso contra Bélgica. Países Bajos hizo bien en las eliminatorias de la Euro 2004, con Cocu anotando dos veces (ambos en partidos separados contra Austria), su selección se clasificó como segunda del grupo 3 por debajo de República Checa. Durante la Euro de 2004, Cocu fue elegido como capitán del equipo y apareció en todos los partidos. En los cuartos de final contra Suecia, falló un penal en la tanda de penalties, pero los Países Bajos pudieron pasar a la semifinal por un marcador de 6-5. En las semifinales, el equipo fue eliminado por los anfitriones, Portugal por un marcador de 2-1 por los portugueses marcó Cristiano Ronaldo y Maniche. Después de la Euro 2004, Cocu perdió el papel de capitán por Edgar Davids, una decisión tomada por el nuevo técnico del equipo Marco van Basten.
Países Bajos se clasificó para la Copa del mundo 2006, con Cocu anotando tres veces en los partidos de clasificación. Cocu fue miembro del primer equipo en la mayoría de los juegos, pero una expulsión contra Andorra significó que Cocu se perdiera las dos últimas jornadas de eliminatorias. En la Copa del Mundo, la selección de los Países Bajos progresó desde la fase de grupos, pero fueron eliminados por Portugal en Octavos de final con gol de Maniche. Después del torneo, Cocu se retiró del fútbol internacional. Con los 101 partidos para los Países Bajos, Cocu es el quinto con más apariciones de la selección. Se le concedió una despedida y una placa de oro por sus servicios antes del partido contra Bielorrusia en septiembre de 2006. 
| Selección                           | País         | PJ  | Goles | Periodo   |
| ----------------------------------- | ------------ | --- | ----- | --------- |
| Selección de fútbol de Países Bajos | Países Bajos | 101 | 10    | 1996-2006 |

### Participaciones en Copas del Mundo
| Copa              | Sede     | Resultado        | Partidos | Goles |
| ----------------- | -------- | ---------------- | -------- | ----- |
| Copa Mundial 1998 | Francia  | Cuarto lugar     | 7        | 2     |
| Copa Mundial 2006 | Alemania | Octavos de final | 4        | 0     |

### Participaciones en Eurocopas
| Copa          | Sede                   | Resultado        | Partidos | Goles |
| ------------- | ---------------------- | ---------------- | -------- | ----- |
| Eurocopa 1996 | Inglaterra             | Cuartos de final | 3        | 0     |
| Eurocopa 2000 | Bélgica · Países Bajos | Semifinales      | 5        | 0     |
| Eurocopa 2004 | Portugal               | Semifinales      | 5        | 0     |

## Estadísticas

### Clubes

#### Como jugador
| Club | Div.          | Temporada     | Liga  | Liga  | Copas nacionales(1) | Copas nacionales(1) | Torneos internacionales(2) | Torneos internacionales(2) | Otros(3) | Otros(3) | Total | Total |
| Club | Div.          | Temporada     | Part. | Goles | Part.               | Goles               | Part.                      | Goles                      | Part.    | Goles    | Part. | Goles |
| --- | ------------- | ------------- | ----- | ----- | ------------------- | ------------------- | -------------------------- | -------------------------- | -------- | -------- | ----- | ----- |
| AZ Alkmaar · Países Bajos | 2.ª           | 1988-89       | 15    | 4     | 2                   | 1                   | —                          | —                          | —        | —        | 17    | 5     |
| AZ Alkmaar · Países Bajos | 2.ª           | 1989-90       | 35    | 4     | 1                   | 0                   | —                          | —                          | —        | —        | 36    | 4     |
| AZ Alkmaar · Países Bajos | Total club    | Total club    | 50    | 8     | 3                   | 1                   | —                          | —                          | —        | —        | 53    | 9     |
| Vitesse Arnhem · Países Bajos | 1.ª           | 1990-91       | 8     | 0     | 0                   | 0                   | —                          | —                          | —        | —        | 8     | 0     |
| Vitesse Arnhem · Países Bajos | 1.ª           | 1991-92       | 33    | 3     | 2                   | 0                   | —                          | —                          | —        | —        | 35    | 3     |
| Vitesse Arnhem · Países Bajos | 1.ª           | 1992-93       | 34    | 6     | 2                   | 1                   | 6                          | 1                          | —        | —        | 42    | 8     |
| Vitesse Arnhem · Países Bajos | 1.ª           | 1993-94       | 33    | 11    | 1                   | 0                   | 2                          | 0                          | —        | —        | 36    | 11    |
| Vitesse Arnhem · Países Bajos | 1.ª           | 1994-95       | 29    | 5     | 1                   | 1                   | 2                          | 0                          | —        | —        | 32    | 6     |
| Vitesse Arnhem · Países Bajos | Total club    | Total club    | 137   | 25    | 6                   | 2                   | 10                         | 1                          | —        | —        | 153   | 28    |
| PSV Eindhoven · Países Bajos | 1.ª           | 1995-96       | 29    | 12    | 4                   | 2                   | 8                          | 2                          | —        | —        | 41    | 16    |
| PSV Eindhoven · Países Bajos | 1.ª           | 1996-97       | 34    | 8     | 2                   | 0                   | 4                          | 1                          | 1        | 0        | 41    | 9     |
| PSV Eindhoven · Países Bajos | 1.ª           | 1997-98       | 32    | 11    | 5                   | 3                   | 6                          | 1                          | 1        | 2        | 44    | 17    |
| PSV Eindhoven · Países Bajos | 1.ª           | 2004-05       | 29    | 6     | 3                   | 1                   | 13                         | 3                          | —        | —        | 45    | 10    |
| PSV Eindhoven · Países Bajos | 1.ª           | 2005-06       | 33    | 10    | 4                   | 2                   | 8                          | 1                          | 1        | 0        | 46    | 13    |
| PSV Eindhoven · Países Bajos | 1.ª           | 2006-07       | 32    | 7     | 2                   | 0                   | 7                          | 0                          | 1        | 1        | 42    | 8     |
| PSV Eindhoven · Países Bajos | Total club    | Total club    | 189   | 54    | 20                  | 8                   | 46                         | 8                          | 4        | 3        | 259   | 73    |
| F. C. Barcelona · España | 1.ª           | 1998-99       | 36    | 12    | 4                   | 0                   | 5                          | 0                          | 2        | 0        | 47    | 12    |
| F. C. Barcelona · España | 1.ª           | 1999-00       | 35    | 6     | 2                   | 0                   | 14                         | 2                          | 2        | 0        | 53    | 8     |
| F. C. Barcelona · España | 1.ª           | 2000-01       | 35    | 3     | 7                   | 0                   | 13                         | 1                          | —        | —        | 55    | 4     |
| F. C. Barcelona · España | 1.ª           | 2001-02       | 34    | 2     | 0                   | 0                   | 16                         | 0                          | —        | —        | 50    | 2     |
| F. C. Barcelona · España | 1.ª           | 2002-03       | 29    | 3     | 0                   | 0                   | 10                         | 2                          | —        | —        | 39    | 5     |
| F. C. Barcelona · España | 1.ª           | 2003-04       | 36    | 5     | 5                   | 0                   | 7                          | 1                          | —        | —        | 48    | 6     |
| F. C. Barcelona · España | Total club    | Total club    | 205   | 31    | 18                  | 0                   | 65                         | 6                          | 4        | 0        | 292   | 37    |
| Al-Jazira Club · EAU | 1.ª           | 2007-08       | 17    | 4     | —                   | —                   | —                          | —                          | —        | —        | 17    | 4     |
| Total carrera | Total carrera | Total carrera | 598   | 122   | 47                  | 11                  | 121                        | 15                         | 8        | 3        | 774   | 151   |
| (1) Incluye datos de la Copa de los Países Bajos (1988-07) y Copa del Rey (1998-04). (2) Incluye datos de la Copa de la UEFA (1992-04), Recopa de Europa (1996-97) y Liga de Campeones (1997-07). (3) Incluye datos de la Supercopa de los Países Bajos (1996-06) y Supercopa de España (1998-99). |               |               |       |       |                     |                     |                            |                            |          |          |       |       |

#### Como entrenador
| Club          | País         | Año       | PD  | PG  | PE | PP | Efectividad |
| ------------- | ------------ | --------- | --- | --- | -- | -- | ----------- |
| PSV Eindhoven | Países Bajos | 2012      | 12  | 9   | 1  | 2  | 77.78%      |
| PSV Eindhoven | Países Bajos | 2013-2018 | 220 | 144 | 35 | 41 | 70.76%      |
| Fenerbahçe    | Turquía      | 2018      | 15  | 3   | 5  | 7  | 31.11%      |
| Derby County  | Inglaterra   | 2019-2020 | 52  | 20  | 14 | 18 | 47.44%      |
| Vitesse       | Países Bajos | 2022-2023 | 41  | 12  | 11 | 18 | 38.21%      |
| Total         | Total        | Total     | 358 | 191 | 71 | 96 | 59.96%      |

## Palmarés

### Como jugador

#### Campeonatos nacionales
| Título                        | Club            | País         | Año  |
| ----------------------------- | --------------- | ------------ | ---- |
| Copa de los Países Bajos      | PSV Eindhoven   | Países Bajos | 1996 |
| Supercopa de los Países Bajos | PSV Eindhoven   | Países Bajos | 1996 |
| Eredivisie                    | PSV Eindhoven   | Países Bajos | 1997 |
| Supercopa de los Países Bajos | PSV Eindhoven   | Países Bajos | 1997 |
| Campeonato de Liga            | F. C. Barcelona | España       | 1999 |
| Eredivisie                    | PSV Eindhoven   | Países Bajos | 2005 |
| Copa de los Países Bajos      | PSV Eindhoven   | Países Bajos | 2005 |
| Eredivisie                    | PSV Eindhoven   | Países Bajos | 2006 |
| Eredivisie                    | PSV Eindhoven   | Países Bajos | 2007 |

#### Campeonatos internacionales
| Título                   | Club           | Sede     | Año  |
| ------------------------ | -------------- | -------- | ---- |
| Copa de Clubes Campeones | Al-Jazira Club | Abu Dabi | 2007 |

### Como entrenador

#### Campeonatos nacionales
| Título                        | Club          | País         | Año  |
| ----------------------------- | ------------- | ------------ | ---- |
| Copa de los Países Bajos      | PSV Eindhoven | Países Bajos | 2012 |
| Eredivisie                    | PSV Eindhoven | Países Bajos | 2015 |
| Supercopa de los Países Bajos | PSV Eindhoven | Países Bajos | 2015 |
| Eredivisie                    | PSV Eindhoven | Países Bajos | 2016 |
| Supercopa de los Países Bajos | PSV Eindhoven | Países Bajos | 2016 |
| Eredivisie                    | PSV Eindhoven | Países Bajos | 2018 |